# Neuratelia nigricornis
Neuratelia nigricornis är en tvåvingeart som beskrevs av Edwards 1941. Neuratelia nigricornis ingår i släktet Neuratelia och familjen svampmyggor. Inga underarter finns listade i Catalogue of Life.